# 抗日
抗日（こうにち）とは、日本に対抗することであり、特に太平洋戦争など大日本帝国に関わる文脈で使われることが多い。

## 太平洋戦争と抗日運動
太平洋戦争は日本と連合国の戦争であったが、日本軍が東南アジアなどを占領したため、現地の反感を買うことも多かった。そして、日本軍に対して反感を持った現地の人々が抗日組織を作り、日本軍と戦うこともあった。主な抗日組織としては韓国臨時政府、フクバラハップ、ベトミン、自由タイ、日本共産党などがおり、彼らは正式には連合国の一員ではないが場合によっては一員とみなされることもあった。

## 主な抗日組織
ここでは前述したような主な抗日組織について記述する。
 大韓民国臨時政府
日本統治時代の朝鮮で独立運動を展開した組織で、朝鮮の亡命政府を名乗っていたが国家の承認は受けられなかった。韓国光復軍を組織し、ビルマの戦いで日本軍と戦った。
 フクバラハップ
フィリピンの抗日組織で、フィリピンの戦いで日本軍に対してゲリラ戦を展開した。左翼系の組織であり、戦後の冷戦時代ではアメリカ軍と戦った。
 ベトミン
フランス領インドシナでベトナム独立運動を展開した組織で、左翼系の組織である。日本軍の仏印進駐以後はフランス軍と日本軍の両方を相手にゲリラ戦を展開し、ベトナム八月革命で政権を掌握した。
 自由タイ運動
タイの抗日組織である。当時、タイは日本と同盟を結んでいたが、日本軍のタイ進駐の過程で軍事衝突が発生していることなどから同盟に反対する者も少なからずおり、自由タイ運動を組織して連合軍と共闘した。
 日本共産党
日本国内の左翼系組織で、日本の政党であるため抗日組織に含まれないこともある。戦前の日本において日本帝国主義などに反対し、秘密警察である特高警察などを相手に火炎瓶闘争などを展開した。